# Statuswet

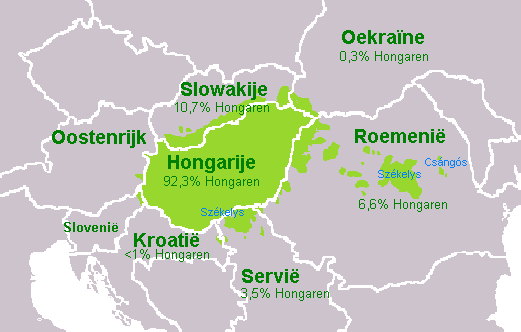
Hongaarse meerderheden

De Hongaarse statuswet, officieel Wet LXII van 2001 over de Hongaren wonend in de buurlanden, is een wet die ingesteld werd om de banden van Hongaarse minderheden in buurlanden met Hongarije te versterken, en in de buurlanden hun welzijn en Hongaarse etniciteit te bevorderen en veilig te stellen. Ook moest de wet een isolement van die minderheden voorkomen als Hongarije eerder tot de Schengenruimte zou toetreden dan de buurlanden, waardoor het voor de Hongaarse minderheden veel moeilijker zou worden om naar Hongarije te reizen. De statuswet zorgde in de jaren 2001-2003 voor reacties in Roemenië en Slowakije, omdat zij de wet beschouwen als een inbreuk op hun soevereiniteit.

## Oorsprong
Artikel 6.3 van de Hongaarse grondwet
De Hongaarse Republiek heeft een verantwoordelijksheidsgevoel voor het lot van de Hongaren van buiten haar grenzen, en zal hun relaties met Hongarije aanmoedigen en koesteren.
De centrumrechtse partij Fidesz van Viktor Orbán ging in 1998 de verkiezingen in (en won die ook) met de belofte dat de Hongaren in het buitenland een dubbele nationaliteit zouden krijgen. Dit bleek juridisch niet haalbaar en ook besefte men dat de Hongaarse arbeidsmarkt een massale arbeidsmigratie naar Hongarije niet aan zou kunnen. Bijgevolg concentreerde men zich op de uitbreiding van culturele en sociale rechten voor Hongaren in de landen zelf.
Om geen gezichtsverlies te lijden, stelde de centrumrechtse regering van Viktor Orbán in aanloop naar de verkiezingen het jaar erop de statuswet op. Die werd op 19 juni 2001 door het Hongaarse parlement met 92% voorkeurstemmen aangenomen.

## Inhoud
Met de wet kende Hongarije eenzijdig de etnische Hongaren uit niet-EU-landen het recht toe jaarlijks maximum drie maanden in Hongarije te komen werken. De aanvragen zouden behandeld worden als voor elke buitenlander, maar met de uitzondering dat een voorafgaande beoordeling van de situatie op de arbeidsmarkt niet nodig is.
De Hongaarse overheid engageert zich in de wet ook om via de publieke media de Hongaren in de buurlanden te voorzien van informatie over Hongarije en de Hongaarse natie, en tevens de uitbouw van Hongaarstalige media in de buurlanden te ondersteunen. Een voorbeeld van deze politiek is Duna TV, een televisiestation uit Boedapest gericht op de Hongaarse minderheden.
Verder zou men op vertoon van een Hongaarse identiteitskaart gebruik kunnen maken van medische en culturele voorzieningen (zoals bibliotheken) in het moederland. Dat identiteitsbewijs zou men eerst ook in het buitenland maar, na aanpassing, enkel nog in Hongarije kunnen aanvragen. Kortingen op treinreizen op Hongaars grondgebied, financiële steun voor het sturen van kinderen naar Hongaarstalige scholen en beurzen voor het volgen van hoger onderwijs in Hongarije vielen ook onder de wet. Ten slotte konden Hongaarse onderwijsinstellingen, culturele organisaties en Hongaarstalige media in de buurlanden rekenen op financiële steun van Boedapest.

## Verschillen met eerdere wetten ter bescherming van minderheden
Onder meer Slowakije (in 1997), Roemenië (in 1998) en Rusland (in 2000) hadden ook al wetten ingevoerd die de buitenlandse volksgenoten zekere rechten toekenden. Het nieuwe aan de Hongaarse statuswet was dat Hongarije zichzelf het recht toekende diensten te verlenen aan Hongaarstaligen (zonder Hongaarse nationaliteit) op het grondgebied van andere staten.
Ook kenmerkend voor de statuswet was de grote rol voor de vertegenwoordigende organisaties van Hongaren in het buitenland. Om van de diensten en voordelen van de wet te kunnen genieten, moest men een bewijs van Hongaars-zijn krijgen van zo'n organisatie. De wet bepaalde echter niet hoe dit besluit tot stand moest komen en voorzag ook geen enkele mogelijkheid om in beroep te gaan tegen de beslissing van de desbetreffende organisatie.

## Criteria
Om als natuurlijk persoon in aanmerking te komen voor de rechten die de statuswet biedt, moet men:
- zichzelf als etnische Hongaar beschouwen maar niet over de Hongaarse nationaliteit beschikken ;
- in Kroatië, Joegoslavië (nu Servië), Oostenrijk, Roemenië, Slovenië, Slowakije of Oekraïne wonen ;
- niet vrijwillig afstand gedaan hebben van de Hongaarse nationaliteit ;
- geen vergunning hebben om permanent in Hongarije te verblijven ;
- de toegang tot Hongaars grondgebied niet verboden zijn en een blanco strafblad hebben.[7]

De echtgenoten en de ten laste zijnde minderjarigen van niet-Hongaarse etniciteit, die met iemand die voldoet aan deze criteria hetzelfde huishouden delen, vallen ook hieronder.
Tijdens de parlementaire discussies werd Oostenrijk uit de lijst geschrapt, omdat de meeste Hongaren die daar wonen emigranten zijn en hun nationaliteit hebben behouden, waardoor ze sowieso buiten het bereik van de wet vallen. Anderzijds was het risico dat de weinig talrijke autochtone Hongaren vanuit Burgenland zouden emigreren naar Hongarije - wat de wet net wilde vermijden - eerder minimaal.
Om gebruik te kunnen maken van de rechten die de statuswet biedt, moet men tevens een "Hongaars identiteitsdocument" laten opstellen - niet te verwarren met staatsburgerschap. Men behoudt dus zijn nationaliteit (zij het Roemeens, Slowaaks enz.) maar krijgt een bewijs van "Hongaars-zijn". Dit document vervalt op het bereiken van 18 jaar voor minderjarigen, is slechts 5 jaar geldig voor 18- tot 60-jarigen en eeuwig geldig voor +60-jarigen. Het wordt ingetrokken op aanvraag van de houder, als men een permanente verblijfsvergunning in Hongarije of de Hongaarse nationaliteit verwerft, strafwettelijk wordt vervolgd, gelogen heeft bij het aanvragen van het document of inreis- of verblijfsbeperkingen wordt opgelegd.
Ook rechtspersonen vallen onder de wet. Legale non-profitorganisaties moeten voldoen aan volgende vereisten:
- bewaring en bevordering van de Hongaarse taal, literatuur, cultuur en volkskunst (dit is de publicatie van boeken, kranten en bladen, en de uitbouw van deze industrietak) ;
- bewaring, ondersteuning en onderzoek van Hongaarse tradities ;
- andere onderwijsactiviteiten of culturele en wetenschappelijke activiteiten ter bevordering van de bewaring van de nationale identiteit.

Voor profitorganisaties zijn de criteria om in aanmerking te komen voor financiering:
- ondersteuning van de lokale bevolking in Hongaarstalige dorpen met een nadelige ligging en de ontwikkeling van het plattelandstoerisme ;
- bewaring en bevordering van de Hongaarse taal, literatuur, cultuur en volkskunst ;
- uitbouw en ontwikkeling van de infrastructuur om contact te houden met de Hongaarse Republiek (internetconnecties e.d.) ;
- restauratie en onderhoud van monumenten van het Hongaars cultureel erfgoed.

Voor de behandeling van de aanvragen werden door de Hongaarse overheid voor de voordelen die uitgeoefend konden worden binnen Hongarije specifieke publieke instituten opgericht, voor de rechten die in het buitenland golden werd die bevoegdheid evenwel uitbesteed aan legale buitenlandse non-profitorganisaties.

## Reacties van de buurlanden
De statuswet viel niet in goede aarde in de buurlanden met Hongaarse minderheden. Oekraïne, Kroatië en Servië-Montenegro zagen er geen been in, net zoals Oostenrijk, waarop de wet niet meer van toepassing was. Roemenië en Slowakije daarentegen beschouwden de wet als een inbreuk op hun soevereiniteit, in strijd met de bilaterale verdragen en met de Europese wetgeving. Sommigen beschouwden de wet als een bevestiging van het feit dat de Hongaren de gevolgen van Trianon nog steeds niet verteerd hadden en zelfs als een nieuwe verdoken vorm van magyarisatie.

### Roemenië
Vooral Roemenië reageerde furieus. De Hongaarse minderheid in Roemenië maakt volgens de volkstelling van 2002 met 1.431.807 mensen zo'n 6,6% van de hele Roemeense bevolking uit en is daarmee in absolute aantallen de grootste Hongaarse minderheid buiten Hongarije.
De Roemeense premier Adrian Năstase vreesde openlijk dat iedereen die een beetje Hongaars sprak zich onmiddellijk als 'Hongaar' zou melden in de hoop het door Boedapest beloofde onderwijsgeld op te kunnen strijken. Men vreesde dat de etnische verhoudingen in het land ernstig verstoord zouden kunnen worden door Hongaarse migratie naar Roemenië.

### Slowakije
De Slowaakse regering van Mikuláš Dzurinda, die zich naar aanloop van toetreding tot de EU geen rel met een andere kandidaat-lidstaat kon veroorloven, matigde haar reacties. De Hongaarse minderheid in Slowakije telt 520.528 mensen, 9,7% van de Slowaakse bevolking.

### Europa
Năstase vroeg de Commissie van Venetië om de wet te toetsen aan haar conformiteit met het Europees en internationaal publiek recht. Europese politici als Wilfried Martens en de Raad van Europa beschouwden deze maatregel niet als discriminerend voor niet-Hongaren, omdat ze gericht was op het vrijwaren van de Hongaarse culturele en linguïstische identiteit. Op 20 oktober 2001 zei de Commissie niet tegen het principe van het Hongaarse initiatief te zijn maar formuleerde toch enkele belangrijke bedenkingen. Zo hekelde ze met klem het gebrek aan overleg met de buurlanden en de toekenning van officiële functies (onder meer het al dan niet erkennen van iemands Hongaars-zijn) aan buitenlandse niet-gouvernementele organisaties/
Daarop werden de bilaterale gesprekken tussen Roemenië en Hongarije hervat. Op 21 december 2001 kwam men tot een akkoord - het Orbán-Năstase-akkoord - dat de weg opende voor een inwerkingtreding van het statuut. Het akkoord hield in dat de rechten op het domein van de werkgelegenheid werden uitgebreid tot alle Roemenen, maar men wist dat dit op langere termijn niet houdbaar kon zijn door een mogelijk massale arbeidsmigratie richting Hongarije.

## Aanpassing
Na de Hongaarse verkiezingen van maart 2002 kwam er in Hongarije een nieuwe centrumlinkse regering aan de macht en werd Péter Medgyessy eerste minister. De wet werd aangepast en met een nipte meerderheid aangenomen door het Hongaarse parlement op 23 juni 2003. Een omstreden passage waarin werd verwezen naar de 'verenigde Hongaarse natie' werd geschrapt en vervangen door 'iedereen die in verband staat met de Hongaarse culturele erfenis'. Zo werden de mogelijke begunstigden van de wet uitgebreid van mensen met de Hongaarse nationaliteit (dat wil zeggen Hongaarse achtergrond) naar iedereen die een band had met de Hongaarse cultuur. Die band was dus niet langer louter etnisch. Ook werd de noodzaak van toestemming van de andere landen erkend, waardoor de aanbevelingen van de Commissie van Venetië werden gevolgd.
Toch waren in het begin de Slowaakse en Roemeense reacties niet positief. De Slowaakse regering verwierp, ondanks de aanpassingen, de wet opnieuw op 26 juni 2003. Ze waarschuwde Hongarije de wet niet toe te passen op Slowaakse burgers onder de dreiging van tegenmaatregelen. Roemenië reageerde wat gematigder maar weigerde bijvoorbeeld op 25 juni 2003 het woord "natiestaat" uit de grondwet te schrappen, zoals de Democratische Unie van Hongaren in Roemenië had gevraagd.

## Aanvaarding
Desondanks konden toch snel akkoorden gesloten worden met Roemenië (op 19 juli 2003) en Slowakije (op 20 juli 2003). De laatste twee aanvaardden de rechten die op culturele (en niet langer etnische) basis werden aangeboden aan hun (Hongaarstalige) burgers op Hongaars grondgebied en in ruil werden de rechten op niet-Hongaars grondgebied ingeperkt. De omstreden Hongaarse identiteitskaart en de rol van de Hongaarse vertegenwoordigende organisaties verdwenen. Hierna werd de wet uiteindelijk toch door Roemenië erkend, waarbij de geldigheid van de Hongaarse documenten en de daarmee gepaarde rechten op Roemeens grondgebied verder werden beknot.
Op 23 augustus 2003 richtten Slowakije en Hongarije een gezamenlijke commissie op die wederkerige grensoverschrijdende regeringshulp ter bewaring van de culturele identiteit van minderheden moest mogelijk maken. Na de gelijktijdige Hongaarse en Slowaakse toetreding tot de EU in 2004 heeft de wet er geen al te grote gevolgen meer.
Het wegvallen van de identiteitskaart bij de aanpassing in juni 2003 betekende dat veel Roemeense Hongaren na de toetreding van Hongarije tot de EU in mei 2004 een visum nodig hadden om Hongarije te kunnen bezoeken. Critici hekelden ook de indirecte uitsluiting van Hongaarstalige Roma, die door hun gebrek aan geld en door analfabetisme niet ten volle van de statuswet konden profiteren. Sinds de toetreding van Roemenië in januari 2007 zijn visa niet meer nodig om te reizen tussen Hongarije en Roemenië en is de wet op vele vlakken overbodig geworden.